# Biathlon ai III Giochi olimpici giovanili invernali
Le gare di biathlon dei III Giochi olimpici giovanili invernali di Losanna si sono svolte a Les Tuffes, nel comune di Prémanon, in Francia, dall'11 al 15 gennaio 2020. In programma 6 eventi.

## Podi

### Ragazzi
| Evento               | Oro           | Tempo   | Argento         | Tempo   | Bronzo         | Tempo   |
| 7,5 km sprint        | Marcin Zawol  | 19'23"8 | Denis Irodov    | 19'36"4 | Vegard Thon    | 19'42"3 |
| 12,5 km inseguimento | Oleg Domichek | 34'09"4 | Lukas Haslinger | 34'23"0 | Mathieu Garcia | 35'04"3 |

### Ragazze
| Evento             | Oro           | Tempo   | Argento           | Tempo   | Bronzo              | Tempo   |
| 6 km Sprint        | Alena Mokhova | 18'55"5 | Anastasiia Zenova | 18'57"4 | Anna Andexer        | 19'01"6 |
| 10 km Inseguimento | Alena Mokhova | 32'26"7 | Jeanne Richard    | 33'30"5 | Yuliya Kavaleuskaya | 33'59"5 |

### Misti
| Evento            | Oro                                                                 | Tempo     | Argento                                                           | Tempo     | Bronzo                                                                    | Tempo     |
| Staffetta singola | Francia Jeanne Richard Mathieu Garcia                               | 42'03"5   | Italia Linda Zingerle Marco Barale                                | 42'23"0   | Svezia Sara Andersson Oscar Andersson                                     | 42'30"3   |
| Staffetta mista   | Italia Martina Trabucchi Linda Zingerle Nicolò Betemps Marco Barale | 1h10'55"3 | Russia Alena Mokhova Anastasiia Zenova Denis Irodov Oleg Domichek | 1h11'39"0 | Francia Fany Bertrand Léonie Jeannier Théo Guiraud-Poillot Mathieu Garcia | 1h12'23"9 |